# Абенаки
Абенаки (Абнаки) (англ. Abenaki/Abnaki) — группа индейских племён в США (штаты Мэн, Нью-Гэмпшир, Вермонт) — около 2,3 тысячи человек и Канаде — около 1 тысячи. Входило в Вабанакскую конфедерацию. Официально признано в 1976 году. Язык — абенаки алгонкинской группы.
В штате Мэн в настоящее время расположены 3 резервации абенаков — для племён пенобскотов, пассамакуодди и малеситов. Ещё 7 резерваций находятся в Нью-Брансуике и Квебеке. Кроме того, значительная часть абенаков не имеет своих резерваций и проживает мелкими рассеянными группами в Нью-Гэмпшире и Вермонте.

## Состав

### Западные абенаки
- сококи (Sokoki)
- пеннакуки (Pennacook)

### Восточные абенаки
- амасеконти (Amaseconti),
- андроскоггины (Androscoggin),
- кеннебек (Kennebec),
- малисит (Maliseet),
- пассамакуоди (Passamaquoddy),
- пенобскот (Penobscot),
- пеквокеты[англ.] (Pequawket),
- рокамека (Rocameca),
- вевенок (Wawinak).

## История
Индейцы племени абенаки проживали на нынешней территории США (Новая Англия) и Канады (Атлантические провинции Восточной Канады). В настоящее время (2007) абенаки проживают в области Квебека (Канада) и штате Вермонт (США)
Конфедерации абенаков не существовало до 1670 года, после чего они оказались в буферной зоне между французским Квебеком и британским Массачусетсом. При конфликте двух колониальных держав абенаки выбрали сторону Франции. В 1675 году присоединились к восстанию вампанаогов против британских колонистов.
Нехватка центральной власти помогала абенакам. Они в любой момент могли оставить своё поселение и уйти в отдалённые районы, вне досягаемости врагов. Это была стратегия, которая путала ирокезов и англичан. Абенаки могли исчезать, перегруппировываться и затем контратаковать. Это была эффективная стратегия во времена войны, но это оставило впечатление, что абенаки были кочевниками. Поскольку абенаки обычно отступали к Канаде в течение войны, в Новой Англии их воспринимали как канадских индейцев, которыми, конечно, они не были, но это служило оправданием для завоевателей при захвате большинства их земель в штатах Мэн, Нью-Хэмпшир и Вермонт без компенсации.
Только племена Пенобскот и Пассамакуодди подписали соглашения и держали часть своих земель. Другие абенаки были лишены земли. Однако не было никакого «Выселения на Запад». В значительной степени незамеченные за эти годы, абенаки стали жить рассеянно в небольших поселениях.
Перед контактом с европейцами абенаки (исключая пеннакуков (Pennacook) и микмаков (Micmac)), приблизительно насчитывали около 40 000, разделённых примерно на 20 000 восточных абенаки, 10 000 западных, и 10 000 «морских».
После нескольких столетий эпидемий и войн население абенаки сократилось до менее чем 1000 человек.
Население в настоящее время возросло до почти 12 000 с обеих сторон границы.
В штате Вермонт, городе Свентон живут сококи (Sokoki), племя, родственное абенаки, которое в литературе иногда упоминается как «западные абенаки». Sokoki — их современное самоназвание. Их первоначальное название — вабанаки (Wabanaki), «те, кто живут в восходе солнца», или «жители востока». Это племя, которые насчитывало около 1200 человек, было признано другими абенаки в Квебеке истинными абенаки. Власти штата Вермонт расширили границы национальной территории племени в 1976 году, только отменили это в 1977 году — из-за протестов охотников и рыбаков. Государственное признание получили права абенаки на специальную охоту и рыболовство для обеспечения их поселений.
Несмотря на ограничение государственного признания, поселение абенаков Сент-Фрэнсис добивается полного федерального признания, превратившегося в длинный и запутанный процесс. Чтобы утвердиться как функционирующая правительственная организация, абенаки приняли собственную конституцию, установили процедуру выборов для племенного совета и определил полномочия и обязанности (пошлины) племенного совета и руководителя — мистера Хомера (Сент-Фрэнсис). 24 июля 1991 года народ абенаков получил свой племенной флаг.

## Культура
Абенаки занимались сельским хозяйством: выращивали кукурузу, бобы, тыкву. Их поселения в основном располагались в долинах рек. Они также занимались охотой, ловили рыбу и собирали дикие плоды. В сельском хозяйстве рыбу часто использовали как удобрение.
Абенаки в течение года в основном жили большими семьями на летних стоянках; каждая семья занимала отдельные охотничьи территории, унаследованные от отца. Селились в основном у рек или побережья, чтобы было возможно ловить рыбу. Эти летние деревни были небольшими, в среднем в них проживало по 100 человек.
Многие абенаки селились в длинных домах, с овальными крышами, но самое удобное летние жилище имело выпуклую форму (вигвам), покрытую корой. Зимой, покрытый корой вигвам имел коническую форму.
Абенаки не были объединены в политический союз, это скорее племена, объединённые по географическому и лингвистическому принципу. Иногда несколько племён объединялись под властью одного sahem (вождя) для войны, тем не менее центральной власти у них не было. Даже на племенном уровне власть вождей была ограничена, и важные решения о войне и мире обычно требовало собрания всех взрослых членов племени.